# 1028 هـ
1028 هـ هي سنة في التقويم الهجري امتدت مقابلةً في التقويم الميلادي بين سنتي 1618 و1619.

## وفيات
- أبو المواهب الشناوي
- ماجد الصادقي